# بيت كينغ (موسيقي)
بيت كينغ (بالإنجليزية: Pete King)‏ هو موسيقي بريطاني، ولد في 13 أغسطس 1958، وتوفي في 15 يوليو 1987 بسبب سرطان الخصية.

## وصلات خارجية
- بيت كينغ على موقع ميوزك برينز (الإنجليزية)
- بيت كينغ على موقع ديسكوغز (الإنجليزية)